# بيت العجائب

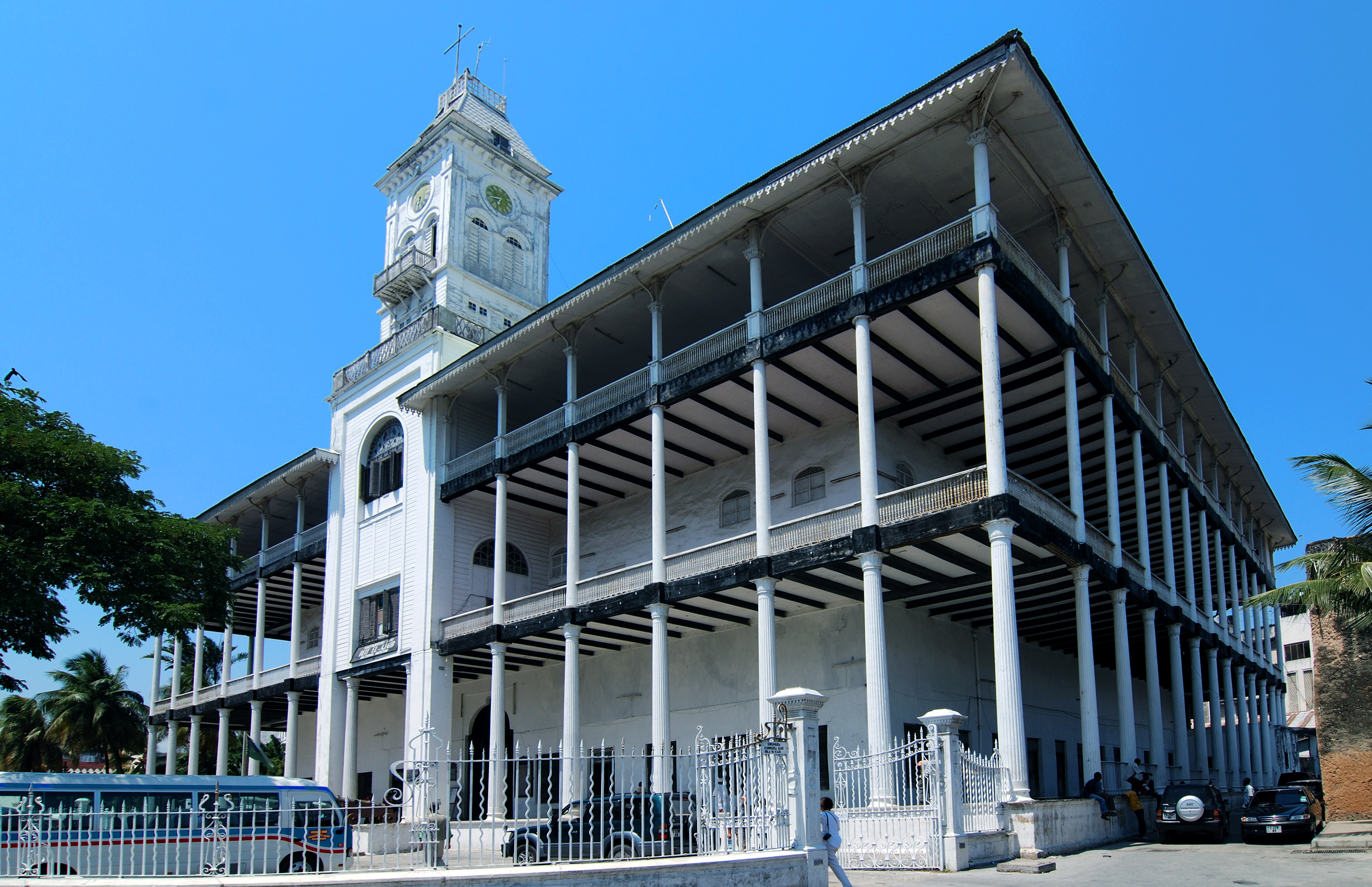
بيت العجائب في عام 2010.

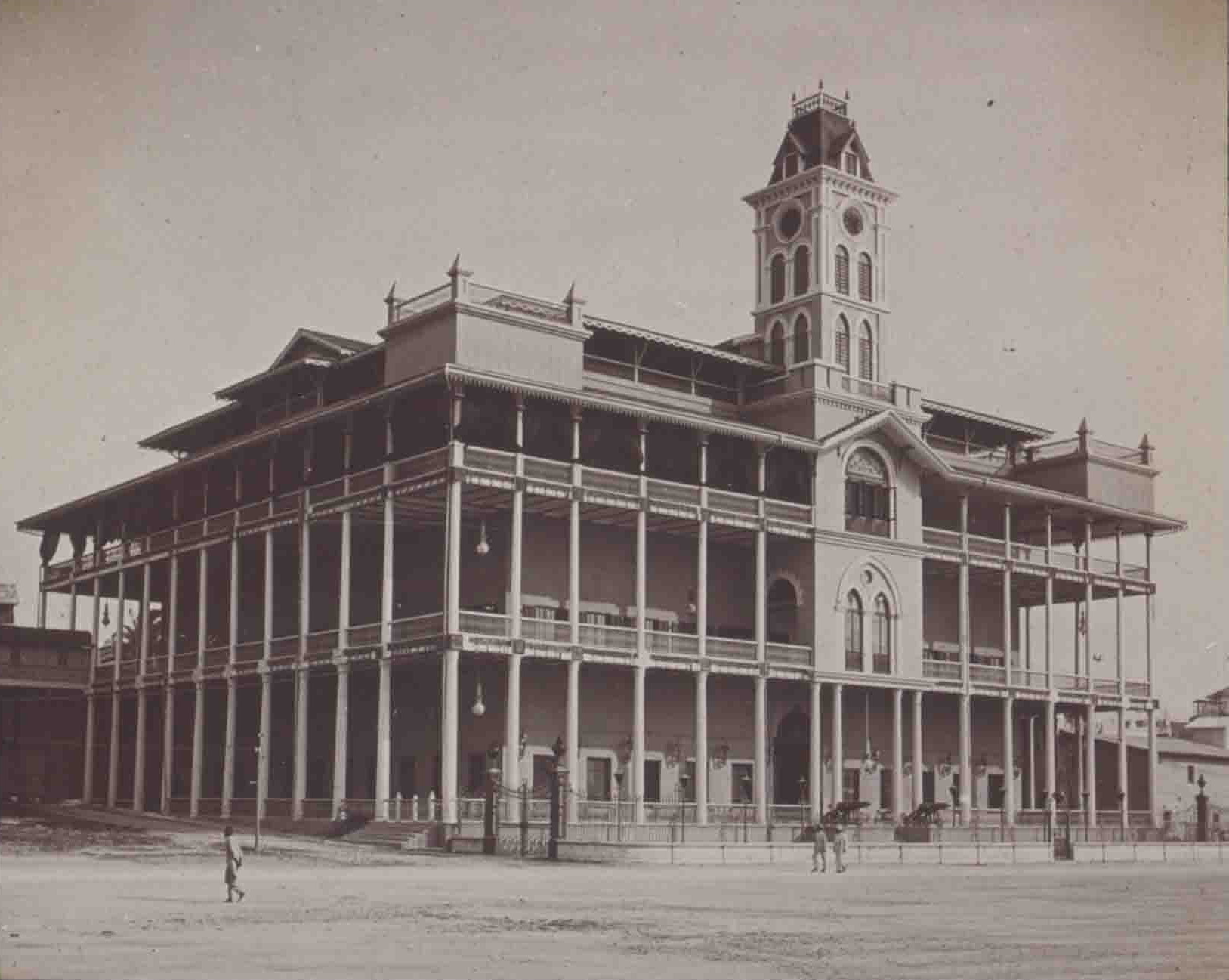
بيت العجائب في أوائل القرن 20th.

بيت العجائب أو قصر العجائب  هو مبنى تاريخي في المدينة الحجرية، زنجبار. هو أكبر وأطول مبنى في المدينة الحجرية  وتحتل مكانا بارزا في الواجهة البحرية في طريق ميزينجاني. يقع بيت العجائب بين القلعة القديمة و بيت الساحل (قصر السلطان السابق). وهو واحد من ستة قصور بنيت من قبل السلطان العماني برغش بن سعيد، ثاني سلاطين زنجبار، ويقال أنه يقع في موقع قصر ملكة زنجبار فطومة في القرن 17  بيت العجائب حاليا يضم متحف التاريخ والثقافة  الزنجبارية والساحل السواحيلي.

## التاريخ
تم بناء هذا القصر في عام 1883 عن طريق السلطان برغش بن سعيد، ثاني سلاطين زنجبار. كان قصر الاستقبال الرسمي وقاعة للأحتفالات وتم تسميته «بيت العجائب» لأنه كان أول مبنى في زنجبار تشتغل به الكهرباء وأيضا أول مبنى في شرق أفريقيا يحتوي على مصعد كهربائي. تصميم القصر ينسب إلى  مهندس البحرية البريطانية وبالفعل شكله أدخل عناصر معمارية جديدة في زنجبار، بما في ذلك الأعمدة الخارجية التي كانت مصنوعة من الحديد، مما ساعدة في ثبات السقوف العالية. مواد البناء تتألف من مزيج من المرجان، وألواح خرسانية والدعامات الفولاذية.
على الرغم من أن هذا المبنى كان شاهدا على حداثة السلطان، هنالك عناصر أخرى جعلته قصر ذو أهمية، مثل الممرات التي كانت فوق ارتفاع مستوى الشارع وظفت لتربط بيت عجائب  باثنين من القصور، بيت الحكمة و بيت الساحل، مما يسمح لسيدات القصر التنقل بسرعة ودون الحاجة إلى النزول في الشوارع العامة. يحتوي المبنى على فناء كبير محاط بحجر مفتوحة. بعض الأبواب الداخلية في القصر منحوت عليها نقوش وآيات من القرآن.
كان السلطان يبقى حيوانات برية مقيدة بسلسة لتعرض أمام المبنى وكان الباب الرئيسي واسعا بما فيه الكفاية  ليتمكن من إدخال وركوب الفيلة داخل وخارج القصر.
كان أمام المبنى سابقا  منارة دمرت خلال الحرب الإنجليزية الزنجبارية  في 27 أغسطس من عام 1896. هذه الحرب دمرت قصر بيت الحكمة وتضرر من جراءها قصر بيت الساحل، لم يعاني بيت العجائب سوى أضرار طفيفة. أثناء إعادة الإعمار في عام 1897 تم بناء برج الساعة في واجهة المبنى. و لم يتم إعادة بناء بيت الحكمة ولكن تم تحويله إلى حديقة.
في عام 1911 تم تحويل بيت العجائب إلى مكاتب حكومية  ومكتب للأمانة العامة للسلطات البريطانية. بعد ثورة زنجبار في عام 1964 تم تحويله إلى مدرسة ومن ثم إلى متحف  للحزب الأفرو شيرازي بمساعدة من كوريا الشمالية.  بدأت في الأعوام 1992-1994 الأعمال لتطويره إلى متحف. اليوم هو بمثابة متحف وواحد من أكثر الأماكن جذبا للسياح في المدينة الحجرية 
متحف بيت من عجائب الذي افتتح في أوائل سنة 2000  يحتوي الآن على معروضات للثقافة السواحلية والثقافة الزنجبارية وبيئة شرق أفريقيا. الفناء الداخلي يحتوي على قارب سواحلي تقليدي. كما أن هنالك عدة غرف حول الفناء الرئيسي تحتوي كل غرفة على معروضات متنوعة من التاريخ الزنجباري مثل أدوات الصيد التقليدية والسفن التقليدية ولوحات لسلاطين زنجبار وشخصيات بارزة أخرى (بما في ذلك لوحة للتاجرالمشهور تيبوتيب ), وأيضا أثاث من قصور السلاطين الأخرى ز. كما تحتوي واحدة من غرف الطابق الأرضي  سيارة قديمة تعود إلى الرئيس عبيد كرومي.
عند مدخل القصر يوجد أثنين من المدافع البرتغالية تعود إلى  القرن 16. تم الحصول عليها من قبل الفرس عام 1622 وتم في وقت لاحق إعطائها لسلاطين عمان، الذين جلبوها لاحقا إلى زنجبار. يوجد على أحد المدفعين شعار للملك جون الثالث ملك البرتغال.
بيت العجائب مغلق الآن للتصليح. وتم نقل المتحف  إلى موقع آخر.

## وصلات خارجية
- قسم المحفوظات والمتاحف والآثار، متحف بيت العجائب
- عبد المأمور وبول فوجت، متحف بيت العجائب
- بيت العجائب
- جولة ستون تاون
- مدينة زنجبار الحجرية
- بيت العجائب حقائق وصور